# Antonio Smareglia

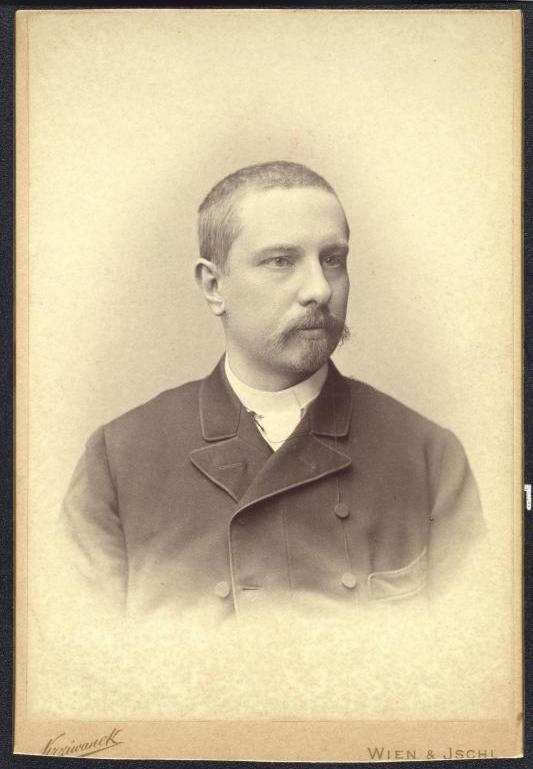
Antonio Smareglia (1854–1929).

Antonio Smareglia (Pola, 5 de mayo de 1854 – Grado, 15 de abril de 1929) fue un compositor de ópera  de origen italiano-croata, nacido en territorio del Imperio austrohúngaro.

## Biografía
Antonio Smareglia nació en la ciudad de Pola (en la península de Istria, entonces ubicada en Austria-Hungría, ahora en Croacia), en una casa en Via Nettuno que todavía se conserva y en que hay ahora un pequeño museo en su vida y obra.  Era el sexto, pero primero que sobrevivió, hijo de un padre italiano, Francesco Smareglia de Dignano - y una madre croata - Giulia Stiglich de Ičići.  El compositor eligió ambientar su más famosa ópera, Nozze istriane, en el pueblo de su padre.
Smareglia se casó con Maria Jetti Polla, y tuvieron cinco hijos. Se quedó ciego a los 46 años de edad.  Varias personas cogían al dictado de él incluyendo sus hijos Ariberto y Mario, y estudiantes y amigos incluyendo Primo dalla Zonca, Gastone Zuccoli y Vito Levi. Smareglia murió en Grado en 1929.

## Obras
- Caccia lontana (esbozo dramático en un acto, una obra de estudiante, 1879)
- Preziosa (ópera, 1879)
- Bianca da Cervia (ópera, 1882)
- Re Nala (ópera, 1887)
- Il vassallo di Szigeth (ópera, 1889)
- Cornill Schutt (revisada como Pittori Fiamminghi, ópera, 1893)
- Nozze istriane (ópera, 1895)
- La falena (ópera, 1897)
- Oceàna (ópera, 1903)
- Abisso (1914)